# Bianca Solderini
Bianca Solderini è un personaggio immaginario della saga delle Cronache dei vampiri di Anne Rice. Appare per la prima volta in Armand il vampiro, quando il vampiro Marius le chiede aiuto, dopo che la congrega romana di Santino ha distrutto la sua casa, ucciso i suoi apprendisti e rapito Armand.
In seguito Bianca viene trasformata in vampiro da Marius e lo aiuta nei secoli successivi nella guardia a “Coloro-che-devono-essere-conservati”. Quando, dopo tre secoli di vita assieme, Marius incontra di nuovo Pandora, Bianca lo lascia disgustata. Viene intravista un'ultima volta da Armand nella Parigi di metà '800.